# Карловачка
Карловачка, Карловацкая жупания (хорв. Karlovačka županija) — жупания в центральной части Хорватии. Административный центр жупании — город Карловац.

## Географическое положение
Площадь жупании — 3626 км².
Карловачка граничит с жупаниями Приморско-Горанска на западе, Загребачка на севере, Личко-Сеньска на юге и Сисачко-Мославачка на востоке. Территория жупании граничит со Словенией на северо-западе и Боснией и Герцеговиной на юго-востоке.
Географическое положение жупании в Хорватии имеет стратегический характер, через неё проходят все транспортные пути, связывающие Далмацию, приморскую часть страны, со столицей Загребом и прочей континентальной Хорватией.
Территория жупании более низменная в северной части, где протекает река Купа. К западу и югу местность становится более гористой и примыкает к историческому региону Горски-Котар на западе и горам Лики на юге. Реки Корана, Добра и Мрежница начинаются в горах и текут по территории Карловачки на север по направлению к Купе.
На территории жупании располагается северная часть национального парка Плитвичка-Езера («Плитвицкие озёра»).

## Население
Население жупании по данным переписи 2001 года — 141 787 человек. Плотность населения — 39 чел./км². Национальный состав населения — 84,27 % хорваты, 11,04 % сербы.

## Административное деление
Карловачка разделена на 5 городов и 17 общин (по данным на 2001 год).
Города:
- Карловац, столица жупании, население 49 082 человека;
- Огулин, население 8712 человек;
- Дуга-Реса, население 6601 человек;
- Слунь, население 1776 человек;
- Озаль, население 1164 человек.

Общины:
- Войнич
- Йосипдол
- Нетретич
- Генералски-Стол
- Жаканье
- Барилович
- Драганич
- Плашки
- Цетинград
- Раковица
- Крняк
- Ласинья
- Тоунь
- Босильево
- Каманье
- Саборско
- Рибник